# Simplé
Simplé ist eine französische Gemeinde mit 386 Einwohnern (Stand: 1. Januar 2022) im Département Mayenne in der Region Pays de la Loire; sie gehört zum Arrondissement Château-Gontier und zum Kanton Cossé-le-Vivien. Die Einwohner werden Simpléens genannt.

## Geographie
Simplé liegt etwa 26 Kilometer südsüdwestlich von Laval. Umgeben wird Simplé von den Nachbargemeinden Cosmes im Nordwesten und Norden, Peuton im Osten, Marigné-Peuton im Osten und Südosten, Prée-d’Anjou im Süden, Denazé im Westen sowie La Chapelle-Craonnaise im Nordwesten.

## Bevölkerungsentwicklung
| Jahr                       | 1962 | 1968 | 1975 | 1982 | 1990 | 1999 | 2006 | 2019 |
| -------------------------- | ---- | ---- | ---- | ---- | ---- | ---- | ---- | ---- |
| Einwohner                  | 393  | 342  | 298  | 269  | 237  | 256  | 342  | 415  |
| Quellen: Cassini und INSEE |      |      |      |      |      |      |      |      |

## Sehenswürdigkeiten

Kirche Saint-Martin

- Kirche Saint-Martin